# آلن فرانسیس هاردینگ
آلن فرانسیس هاردینگ (انگلیسی: John Harding; ۱۰ فوریهٔ ۱۸۹۶ – ۲۰ ژانویهٔ ۱۹۸۹) فرد نظامی اهل بریتانیا بود. وی همچنین برندهٔ جوایزی همچون صلیب نظامی شده‌است.
او یک افسر ارشد ارتش بریتانیا بود که هم در جنگ جهانی اول و هم در جنگ جهانی دوم جنگید، در وضعیت اضطراری مالایی خدمت کرد و بعداً به دولت بریتانیا در مورد واکنش به قیام مائو مائو مشاوره داد. او همچنین به عنوان رئیس ستاد کل امپراتوری، رئیس حرفه‌ای ارتش بریتانیا، خدمت کرد و از سال ۱۹۵۵ تا ۱۹۵۷ در طول وضعیت اضطراری قبرس، فرماندار قبرس بود. مدیریت او بر قبرس به دلیل رفتار اقتدارگرایانه با مظنونان به شورش و غیرنظامیان بحث‌برانگیز بود.